# Ranunculus multicaulis
Ranunculus multicaulis är en ranunkelväxtart som beskrevs av David Don och George Don jr. Ranunculus multicaulis ingår i släktet ranunkler, och familjen ranunkelväxter. Utöver nominatformen finns också underarten R. m. cuchumatanensis.